# Vena cava inferior

Vena cava inferior

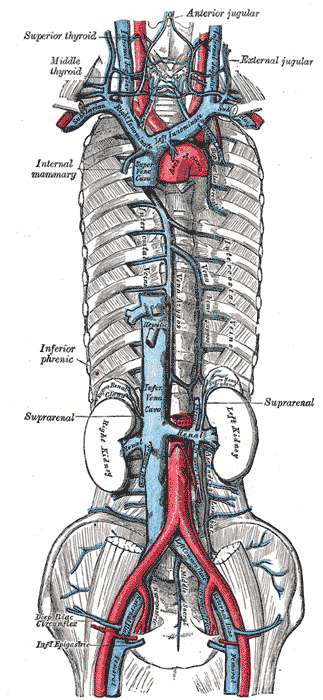
Vena cava superior (obere Hohlvene), Vena cava interferior (untere Hohlvene), Vena azygos (unpaare Vene) mit Querverbindungen

Die Vena cava inferior („untere Hohlvene“ oder „untere Körpervene“) ist ein kräftiges venöses Blutgefäß der Brust- und Bauchhöhle. Bei Tieren wird sie als Vena cava caudalis („hintere Hohlvene“) bezeichnet.

## Anatomie
Die Vena cava inferior entsteht aus dem Zusammenfluss der beiden Venae iliacae communes im Lendenbereich und zieht in Richtung Zwerchfell. Sie tritt durch das Hohlvenenloch (Foramen venae cavae) durch das Zwerchfell hindurch und verläuft in einer eigenen Pleurafalte (Plica venae cavae) zum rechten Vorhof des Herzens. Auf Höhe der Bauchhöhle nimmt sie das Blut der Nieren-, Hoden-/Eierstock- und Lendenvenen auf. Das Blut der unpaaren Bauchorgane gelangt dagegen zunächst in die Pfortader und wird erst nach der Passage durch die Leber kurz vor dem Zwerchfelldurchtritt über die Lebervenen in die Vena cava inferior geleitet.

## Entwicklungsgeschichte
Entwicklungsgeschichtlich entsteht der obere Abschnitt der unteren Hohlvene aus der rechten Vena subcardinalis und der rechten Vena efferens hepatis. Es gibt aber fünf verschiedene Theorien zum Ursprung des Lendenabschnitts dieses Gefäßes. Die am weitesten verbreitete Auffassung ist das Supracardinal-Modell, nach dem der infrarenale Abschnitt wie die Vena azygos aus der Vena supracardinalis entsteht. Das Cardinalis-caudalis-Modell ist eine Modifizierung dieses Modells, die berücksichtigt, dass die Urniere bei einigen Säugetieren (z. B. Kaninchen, Ratten) sich nur gering entwickelt. Bei diesen Spezies hat die Vena cardinalis caudalis dextra einen größeren Anteil an der späteren unteren Hohlvene. Das Sacrocardinal-Modell geht davon aus, dass Supracardinalvenen nicht bis in die Lendengegend reichen und sich dort zwei neue Venen, die Venae sacrocardinales bilden und aus den Supracardinalvenen nur die Vena azygos und Vena hemiazygos hervorgehen. Das Lateral-Sympatheticus-Modell gleicht dem Sacrocardinal-Modell, geht aber davon aus, dass auch die Azygosvenen aus einem neuen Venenpaar (Venae sympathici laterales) entsteht. Das Subcardinal-Modell ist das älteste. Es geht davon aus, dass linke und rechte Subcardinalvene in der Medianebene zu einem unpaaren Gefäß fusionieren und nahezu die gesamte untere Hohlvene bilden.
Die verschiedenen Modelle sind schwierig zu verifizieren, denn es gibt nicht nur eine hohe interspezifische Variabilität innerhalb der Säugetiere, sondern auch eine erhebliche intraspezifische in der Ausbildung der Venen.

## Fehlbildungen und Varietäten
Varietäten und Fehlbildungen haben beim Menschen eine Inzidenz von 2,9 bis 6,6 %, sie sind also wie bei allen Venen relativ häufig. Eine doppelte, also beidseitige Vena cava ist relativ häufig und wird gemeinhin durch die Persistenz beider Supracardinalvenen erklärt, aber auch die anderen vier entwicklungsgeschichtlichen Modelle können dafür herangezogen werden. Schwachpunkt des Erklärungsmodells ist, dass die Supracardinalvenen dorsal der Niere verlaufen, während die zusätzliche linke Vena cava inferior ventral von ihr lokalisiert ist.
Als Fehlbildung ist selten die Azygoskontinuität zu finden. Darüber hinaus kann es bei Persistenz der rechten Vena subcardinalis zu einer Anomalie im Verlauf des Harnleiters kommen, die als retrocavaler Ureter bezeichnet wird.